# Sue (Or in a Season of Crime)
Sue (Or in a Season of Crime) – singel brytyjskiego artysty Davida Bowiego wydany w 2014 roku, zwiastujący kompilację utworów piosenkarza pt. Nothing Has Changed. Został nagrany przy udziale Maria Schneider Orchestra.

## Lista utworów[3]

### Winyl, 10", 45 RPM
Data wydania: 14 listopada 2014. Numery katalogowe: Parlophone – 10RDB2014, Parlophone – 0825646208630. Numerowana (limitowana - 5000 sztuk) wersja z inną okładką została wydana 28 listopada 2014 w USA przez Columbia Records (nr kat. 88875028701).
- Strona A: Sue (Or in a Season Of Crime) 7:24
- Strona B1: 'Tis a Pity She Was a Whore 5:27
- Strona B2: Sue (Or in a Season of Crime) (Radio Edit) 4:01

### Singel promocyjny
Data wydania: 17 listopada 2014. Parlophone
| 1. | Sue (Or in a Season of Crime) Radio Edit   | 4:01  |
|    |                                            |       |
| 2. | Sue (Or in a Season of Crime) Full Version | 7:24  |
|    |                                            |       |
|    |                                            | 11:25 |
|    |                                            |       |

### Singel cyfrowy
Wydanie: 14 listopada 2014, ISO / Parlophone - (Warner).
| 1. | Sue (Or in a Season of Crime) | 4:01  |
|    |                               |       |
|    |                               | 04:01 |
|    |                               |       |

## Personalia
- kompozycje – Bob Bhamra (A, B2), David Bowie (A, B2), Maria Schneider (A, B2), Paul Bateman (A, B2)
- słowa – David Bowie (A, B2)
- aranżacje – Kevin Killen
- śpiew – David Bowie (A, B2)
- orkiestra – Maria Schneider Orchestra (A, B2)
- mastering – Dave McNair
- miksy – David Bowie, Tony Visconti
- produkcja – David Bowie, Tony Visconti

## Notowania

### Świat
- Francja: 52[4]

### Polska
- Lista Przebojów Trójki: 43[5]

## Teledysk
Obraz prezentujący słowa piosenki nakręcony w konwencji filmów noir został opublikowany w serwisie YouTube dnia 15 listopada 2014.